# ویتالی وروتنیکوف
ویتالی ایوانوویچ ووروتنیکوف ( روسی: Вита́лий Ива́нович Воротнико́в، ۲۰ ژانویه ۱۹۲۶ – ۱۹ فوریه ۲۰۱۲) سیاستمدار و دیپلمات شوروی بود که بین سالهای ۱۹۹۰ و ۱۹۸۸ رئیس هیئت رئیسه شورای عالی اتحاد جماهیر شوروی روسیه بود.

## سنین جوانی و تحصیلات
ووروتنیکوف در وورونژ زاده شد،  و در سال ۱۹۴۰ وارد یک کالج محلی صنعت هوانوردی شد و در رشته فناوری موتور هواپیما تحصیل کرد. پس از ورود اتحاد جماهیر شوروی به جنگ جهانی دوم و خروج کارگران بزرگسال به خدمت ارتش سرخ ، ویتالی ۱۶ ساله در کارخانه تعمیرات لوکوموتیو بخار وورونژ مشغول به کار شد. با پیشروی سربازان به شهر او به کویبیشف منتقل شد، جایی که بیشتر زمان جنگ را در کارخانه هوانوردی شماره ۱۸ کویبیشف کار کرد و در مدرسه فناوری هوانوردی کویبیشف تحصیل کرد.

## حرفه
پس از فارغ التحصیلی، ووروتنیکوف پس از جنگ در پست های مدیریتی و سازماندهی حزب کمونیست به کار در کارخانه ادامه داد. در همان زمان او در مؤسسه هوانوردی کویبیشف کلاس های خود را می گذراند و سرانجام در سال ۱۹۵۴ مدرک مهندسی خود را دریافت کرد 
ووروتنیکوف از سمت ریاست کمیته حزب کمونیست در کارخانه خود (۱۹۶۰-۱۹۵۰) به سمت مسئولیت در کمیته قسمت منطقه کویبیشف (۱۹۶۰) پیش رفت. پس از اشغال تعدادی از مناصب با اهمیت منطقه‌ای در استان‌های کویبیشف و ورونژ روسیه به مدت تقریباً ۲۰ سال، از سال ۱۹۸۲ تا ۱۹۷۹ به عنوان سفیر شوروی در کوبا خدمت کرد  در واقع او توسط برژنف به این سمت تبعید شد. 
پس از فراخواندن از کوبا پس از مرگ برژنف و مدت کوتاهی در مسئولیت کمونیست های منطقه کراسنودار ،  ووروتنیکف سرانجام به مسکو آورده شد، جایی که قرار بود در دولت روسیه شوروی پست های بالاتری را کسب کند. او یکی از نامزدهای دفتر سیاسی بود و  به عضویت کامل درآمد.  از سال ۱۹۸۸ تا ۱۹۸۳ او رئیس شورای وزیران روسیه شوروی و از ۱۹۹۰ تا ۱۹۸۸ رئیس هیئت رئیسه شورای عالی اتحاد جماهیر شوروی روسیه بود.  ووروتنیکوف در دوران بازنشستگی طولانی خود چندین جلد کتاب خاطرات خود را به چاپ رساند . 

## مرگ
ووروتنیکوف در ۱۹ فوریه ۲۰۱۲ در سن ۸۶ سالگی درگذشت 

## جوایز و افتخارات
- قهرمان کار سوسیالیست (۱۹۸۶)
- چهار نشان لنین (۱۹۸۶، ۱۹۸۲، ۱۹۷۳و ۱۹۷۱)
- نشان انقلاب اکتبر
- نشان جنگ میهنی ، درجه ۱
- سه نشان پرچم سرخ کار
- نشان برجسته افتخار
- شهروند افتخاری وورونژ (۱۹۹۶)